# Gobada
Gobada är en ort i Benin. Den ligger i den södra delen av landet, 160 km norr om huvudstaden Porto-Novo. Gobada ligger 119 meter över havet och antalet invånare är 4 676.
Terrängen runt Gobada är platt. Närmaste större samhälle är Savalou, 17,8 km norr om Gobada.
Omgivningarna runt Gobada är en mosaik av jordbruksmark och naturlig växtlighet. Runt Gobada är det ganska glesbefolkat, med 50 invånare per kvadratkilometer.